# Althepus noonadanae
Espèce
Althepus noonadanae est une espèce d'araignées aranéomorphes de la famille des Psilodercidae.

## Distribution
Cette espèce est endémique de Mindanao aux Philippines,. Elle se rencontre dans la grotte Latuan Cave.

## Description
La femelle holotype mesure 3,44 mm.

## Publication originale
- Brignoli, 1973 : Ragni delle Filippine, I. Un nuovo Althepus cavernicolo dell'isola de Mindanao (Araneae, Ochyroceratidae). International Journal of Speleology, vol. 5, no 2, p. 111-115.